# سیارک ۳۹۹۳
سیارک ۳۹۹۳ (به انگلیسی: 3993 Sorm، نامگذاری:1988VV5) سه هزار و نهصد و نود و سومین سیارک کشف شده‌است که در ۴ نوامبر ۱۹۸۸ کشف شد.
قدر مطلق سیارک برابر ۱۲٫۵۰ است.